# Samson Flexor

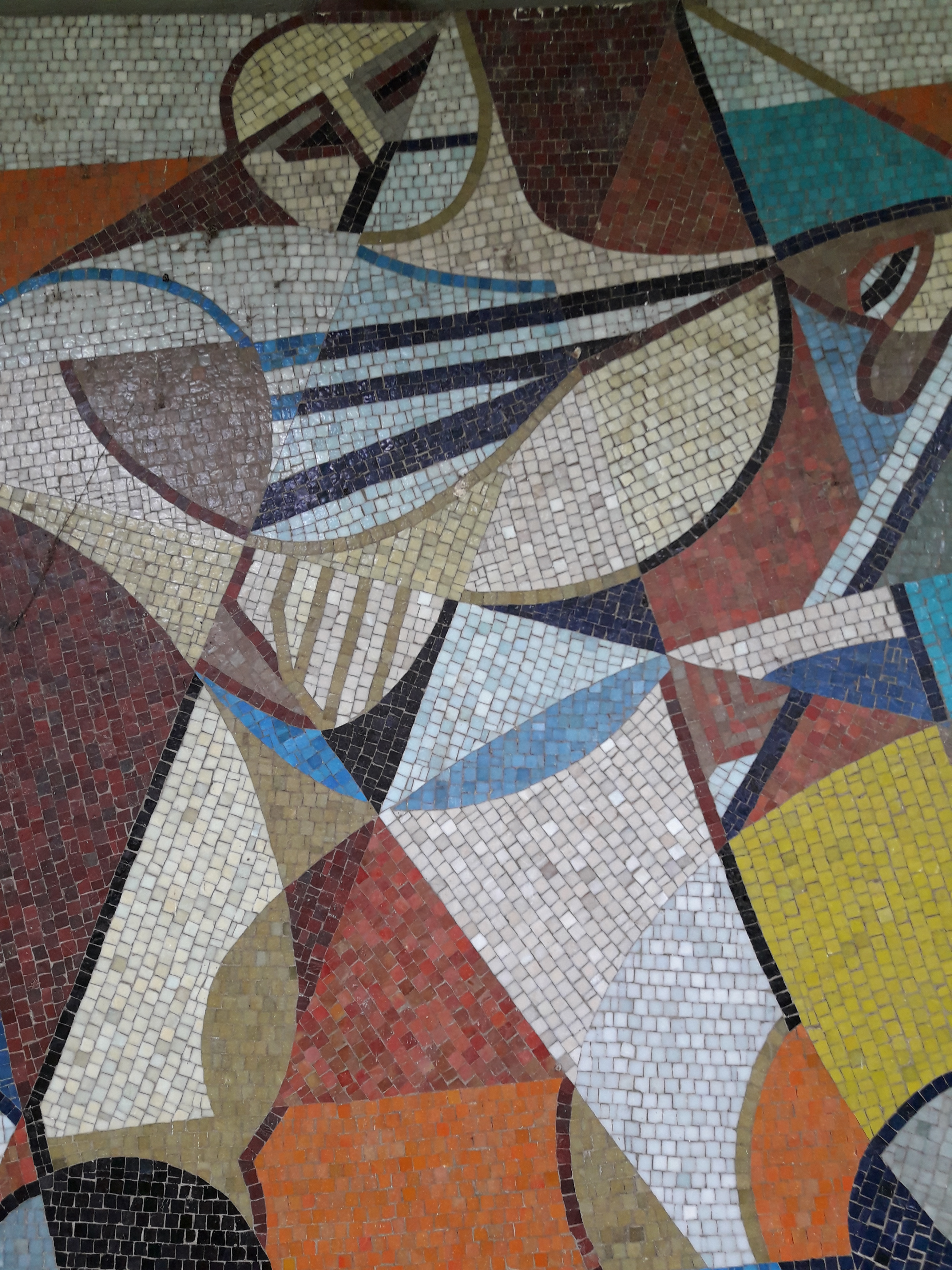
Ausschnitt aus der von Samson Flexor gestalteten Wand im São Luís Gonzaga Municipal Hospital in São Paulo

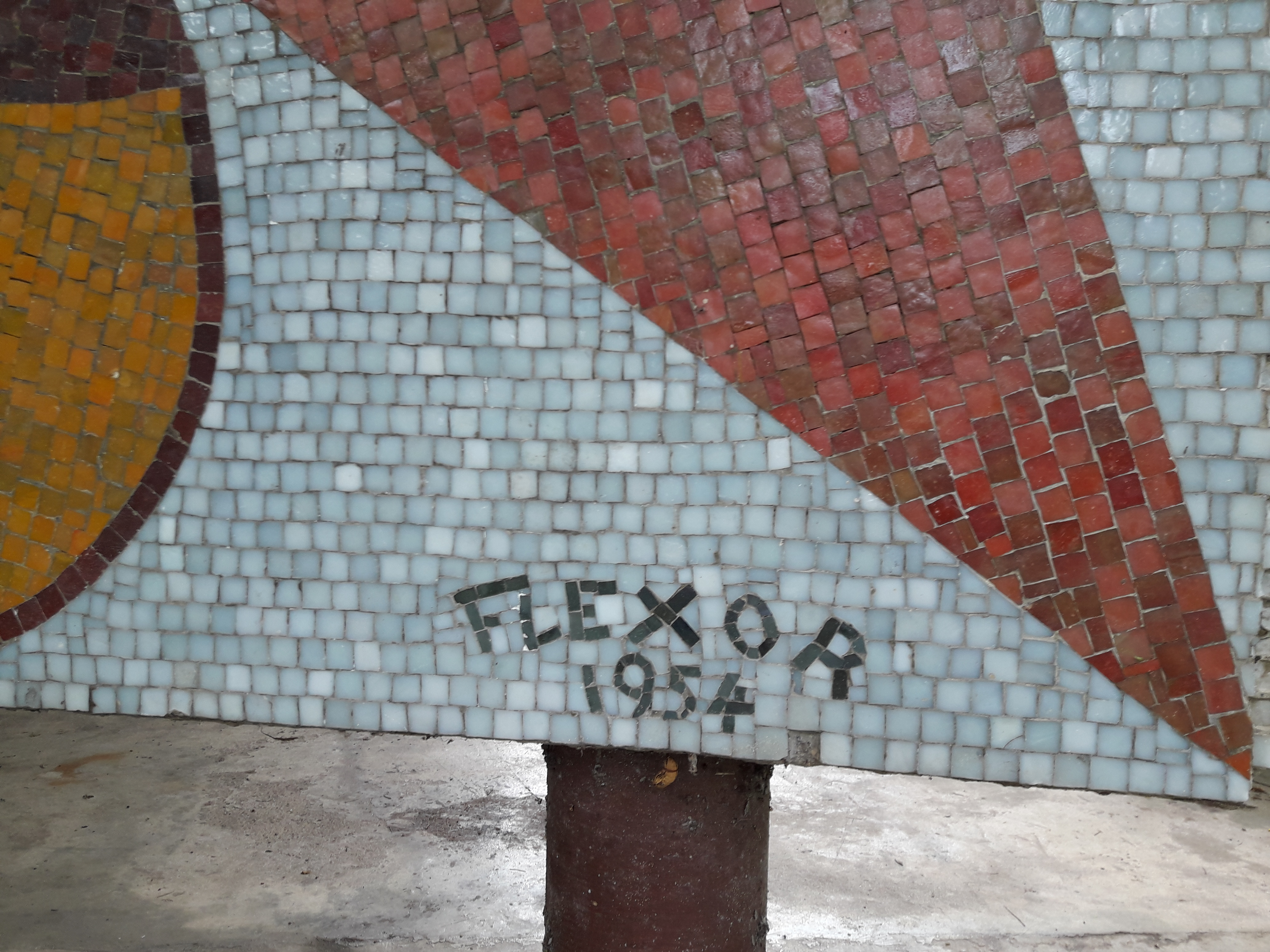
Detail des Samson Flexor-Wandgemäldes im São Luís Gonzaga Municipal Hospital in São Paulo, das die Unterschrift des Künstlers hervorhebt

 Samson Flexor  (* 9. September 1907 in Soroca, Bessarabien; † 31. Juli 1971 in São Paulo) war ein französischer und brasilianischer Maler.

## Leben und Werk
Samson wurde an einer Privatschule in Soroca erzogen, studierte an der Kunstschule in Odessa und in Bukarest.  Von 1922 bis 1924 studierte er in Brüssel an der belgischen Königlichen Akademie der Schönen Künste (Academie Royale des Beaux-Arts), 1924  bei Lucien Simon an der Pariser Nationalen Schule der Schönen Künste (École Nationale des Beaux-Arts) und besuchte an der Sorbonne kunsthistorische Vorlesungen.  In den späten 1920er Jahren zog er mit seiner Familie nach Paris und 1929 erhielt die Familie die französische Staatsbürgerschaft. Er leistete Militärdienst in den Alpen und heiratete Tatiana Yablokov. 1933 verstarb seine Frau im Kindbett, was ihn in eine existenzielle und kreative Krise führt. Er konvertierte zum Katholizismus und malte religiöse Werke. 1939 heiratete er Magda Mezhicher und der erste Sohn wurde geboren. Während des Zweiten Weltkrieges gehörte er dem französischen Widerstand an. Da er aus Paris fliehen musste, siedelte er sich mit der Familie in der Normandie an. 1946 besuchte er Brasilien und zog 1948 nach São Paulo. Seine Malerei wurde im Folgenden abstrakt. 1951 gründete Flexor in Brasilien das Atelier-Abstração, wo Werke  von den  brasilianischen zeitgenössischen abstrakten Malern Jacques Douchez, Norberto Nicola, Leopoldo Raimo, Alberto Teixeira, Wega Nery, Charlotta Adlerova, Ernestina Karman, Iracema Arditi und Gisela Eichbaum ausgestellt wurden. 1961 eröffnete er das zweite abstrakte Studio. Die einzigen nicht abstrakten Kunstwerke von ihm in Brasilien sind die Fresken für die Kirche Nossa Senhora de Fátima im Jahr 1948 und die für die Kirche Nossa Senhora do Socorro Perpétuo in São Paulo von 1958 bis 1960. Eine umfassende Ausstellung fand zu seinem 100. Geburtstag mit einhundert seiner Werke im National Art Museum of Moldova in Chișinău statt.

## Einzelausstellungen (Auswahl)
- 1927:  Galerie Campagne Première, Paris
- 1928: Galerie Jeune Peinture, Paris
- 1929: Galerie Le Cadre, Brüssel
- 1948: Galerie Roux-Hentschel, Paris
- 1948: Galeria Domus, São Paulo
- 1952:  Galeria Oxumaré, Salvador
- 1957: Roland de Aenlle Gallery, New York
- 1960: Galeria São Luís, São Paulo
- 1961:  Galeria Aremar, Campinas
- 1961:  Casa do Artista Plástico, São Paulo
- 1962: Ministério de Instrucción Publica y Prevision Social, Montevideo
- 1963: Galeria Gunar, Düsseldorf
- 1963: Kasseler Kunstverein, Kassel
- 1963: Embaixada do Brasil, Lissabon
- 1963: Galerie George Bongers, Paris
- 1963: Galerie Hans Maercklin, Stuttgart
- 1964: Câmara do Comércio do Brasil em Portugal, Lissabon
- 1964: Galeria Bonino, Rio de Janeiro
- 1964: São Paulo SP – Obras Recentes de Flexor, na Galeria São Luís
- 1965: Genebra (Suíça) – Individual, no Museu Rath
- 1966: Clube de Arte, Santos
- 1967: Banco de Minas Gerais, São Paulo
- 1969: Documenta Galeria de Arte, São Paulo
- 1970: Galeria Girassol, Campinas
- 1970:  Chelsea Art Gallery, São Paulo